# Charles J. Guiteau
Charles Julius Guiteau (Freeport, Illinois, 1841. szeptember 8. – Washington, 1882. június 30.) amerikai író és ügyvéd, aki 1881. július 2-án meggyilkolta James A. Garfieldot, az Egyesült Államok elnökét. Guiteau tévesen azt hitte, hogy fontos szerepet játszik Garfield választási győzelmében, amiért konzuli címmel kell őt jutalmazni. Annyira megsértette az, hogy a Garfield-adminisztráció elutasította bécsi/párizsi szolgálati kérelmét, hogy úgy döntött, megöli Garfieldot, ezért lelőtte a washingtoni Baltimore és Potomac vasútállomáson. Garfield két hónappal később belehalt a sebekkel kapcsolatos fertőzésekbe. 1882 januárjában Guiteau-t halálra ítélték, és öt hónappal később felakasztották.

## Fiatalkora és tanulmányai
Guiteau az Illinois állambeli Freeport városában született, családja francia hugenotta származású volt. Családjával 1850-ben Wisconsinba költözött, és 1855-ig élt velük, amikor anyja meghalt. Nem sokkal ezután Guiteau és apja visszaköltöztek Freeportba. 
Nagyjából 8 millió Ft-nyi összeget örökölt nagyapjától még fiatal korában és beiratkozott a Michigani Egyetemre. Hiányos tudása miatt megbukott a bemeneti vizsgán. Később felvették az Ann Arbor Főiskolára, ahol annak ellenére, hogy szorgalmasan tanult francia nyelvet és algebrát, úgy döntött otthagyja az egyetemet, hogy 1860 júniusában csatlakozzon egy utópisztikus vallási szektához, az Oneida közösséghez, amellyel apja már eddig is közeli kapcsolatban állt. Brian Resnick szerint Guiteau istenítette a csoport megalapítóját John Humphrey Noyes-t. Egyszer így írt róla Guiteau: "Tökély, teljes és abszolút bizalommal vagyok iránta és minden dolgában."
Annak ellenére, hogy a szekta a "csoportos házasság" kötelékét vallotta, magát Guiteau-t szinte állandóan visszautasították. Nevét Guiteau-ból Gitout-ra (get out) cserélték, mely egy angol szóvicc, jelentése: Menj innen! Kétszer elhagyta a közösséget. Az első alkalom után elment New Jersey-be, és megpróbálta elindítani a The Daily Theocrat c. Oneida valláson alapuló újságot. Ez kudarcot vallott, és visszatért az Oneidába, csak hogy újra visszautasítsák, majd pert indítson Noyes ellen. Guiteau apja írt egy zaklatott levelet, melyben Noyest védi, aki Guiteau-t felelőtlennek és őrültnek tartotta.

## Karrier
Guiteau egy chicagói ügyvédi irodában dolgozott, és kurzusi vizsgát tett a belépéshez. Ügyvédként nem volt sikeres, csak egyetlen ügyet vitatott a bíróságon, és üzleti tevékenysége nagy része számla ellenőrzésből állt. 1869-ben ismerte meg Annie Bunn könyvtárost, akit feleségül vett. 1872-ben Guiteau és felesége New York City-be menekült az elégedetlen ügyfelek elől. Guiteau érdeklődést mutatott a politika iránt, és belépett a Demokrata Pártba. Támogatta Horace Greeley-t, a republikánus Ulysses S. Granttal szemben. Guiteau rendezetlen beszédet készített Greeley támogatására, amelyet egyszer felolvasott. Greeley-t óriási fölénnyel győzte le Grant, ám a kampány során Guiteau meggyőződött arról, hogy ha Greeley nyer, akkor őt kinevezi chilei nagykövetnek. Guiteau bántalmazta a feleségét, amikor 1874-ben válni akart. A házasság felbontásához akkoriban szükséges volt valamilyen nyomós indok, ezért Guiteau megcsalta feleségét egy prostituálttal, aki később tanúskodott ellene, így a válás lehetségessé vált. 
Ezután a teológiához fordult. A témában könyvet tett közzé az Igazság címmel, amelyet Noyes munkájának szinte teljes plagizálása volt. 1875-re Guiteau apja meg volt győződve arról, hogy fiát a Sátán szállta meg. Ezzel szemben maga Guiteau egyre inkább meggyőződött arról, hogy cselekedeteit isteni ihletés jellemzi, és sorsa az „új evangélium hirdetése” volt, mint ahogy azt Pál apostol tette. Városokban járkált, és mindenki számára előadásokat tartott, akik hallgatták vallási elképzeléseit.
Guiteau 1880 első felét Bostonban töltötte, ahonnan lopás vádja miatt elmenekült. 1880. június 11-én utas volt az SS Stonington-on, ami az éjszakai ködben összeütközött az SS Narragansett- tel. A Stonington visszatért a kikötőbe, de a Narragansett lángolni kezdett, majd elsüllyedt. Túlélői nem voltak a hajónak. Guiteau megmenekülését isteni beavatkozásnak tekintette. 
Guiteau érdeklődése ezután ismét a politikához fordult. Úgy döntött, hogy támogatja Ulysses S. Grant-et, ezért beszédet írt,  amit átdolgozott miután Garfield megnyerte a Republikánus jelölést. Guiteau alig változtatott rajta, csupán a címet és a neveket változtatta meg. A beszédet legfeljebb kétszer tartotta meg, ám Guiteau úgy gondolta, hogy ő maga felelős Garfield Winfield Scott Hancock elleni győzelméért. Guiteau Garfieldnek és kabinetjének számos levélét írt, amelyeket sorra visszautasítottak. Garfield adminisztrációja 1881 márciusában kezdődött, akkoriban Guiteau DC-ben élt nincstelenként. Arra volt kényszerülve, hogy házról házra járjon és kolduljon élelem és szállás reményében. Ideje nagy részét szállodák előcsarnokaiban töltötte újságokat olvasva, hogy nyomon követhesse Garfield és kabinetjének ütemtervét, és a szállodák ingyenes irodaszerével leveleket írjon nekik, amelyeken sürgette a nagykövetségre vonatkozó igényeit. Tavasszal még mindig Washingtonban volt, és 1881. május 14-én már sokadjára találkozott James G. Blaine államtitkárral és konzuli kinevezéséről faggatta. Blaine végül a következőt kiabálta rá: "Amíg élsz, többet ne beszélj nekem a párizsi nagykövetségi kinevezésedről!"

## Garfield meggyilkolása
Guiteau hűséges republikánusnak és Stalwart-nak tartotta magát, és narcisztikus személyisége meggyőzte őt arról, hogy a pártért végzett munkája döntő fontosságú volt Garfield elnökválasztása szempontjából. Később meggyőződve arról, hogy Garfield megsemmisíti a republikánus pártot a mecénás rendszer eltörlésével, ezért úgy döntött, hogy az egyetlen megoldás Garfield eltávolítása és Chester A. Arthur alelnök beiktatása, aki nem volt barátságban Garfield-dal.

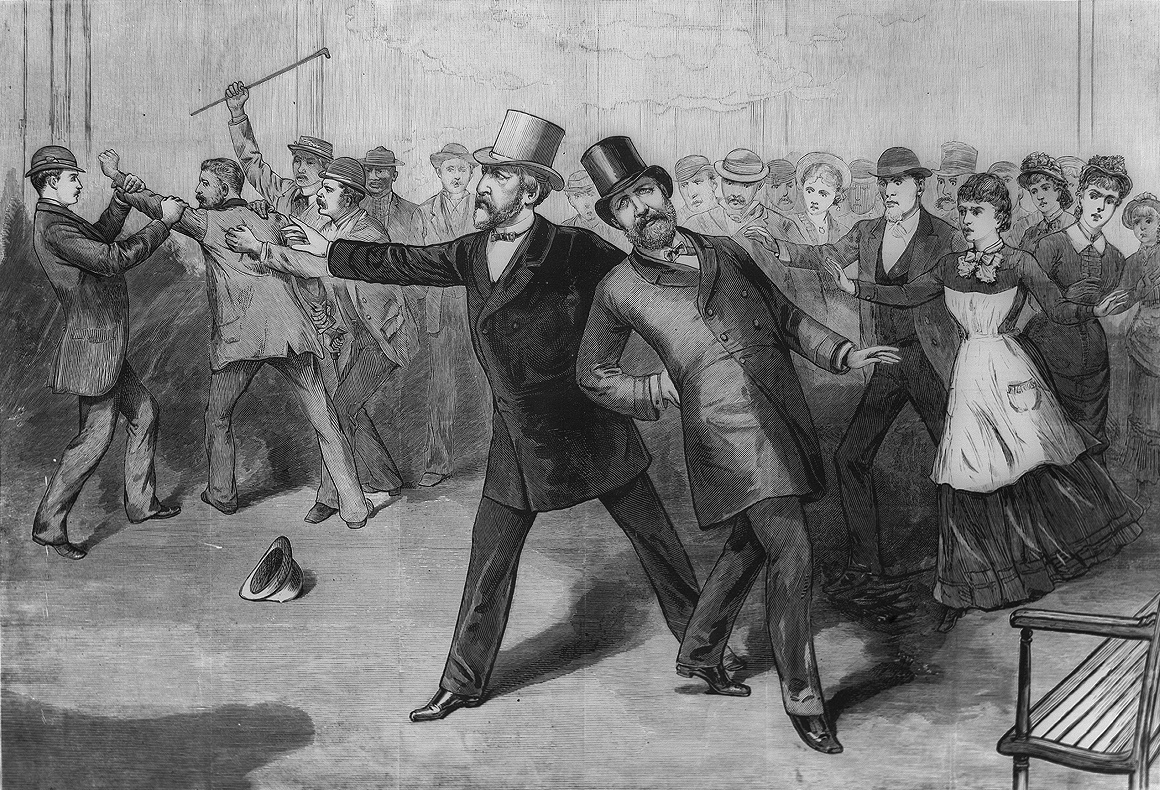
James A. Garfield elnök és James G. Blaine államtitkár, miután Guiteau rájuk lőtt

Guiteau úgy érezte, hogy Isten mondta neki, hogy ölje meg az elnököt. Abban is biztos volt, hogy ezzel megszabadítja a republikánus pártot Blaine befolyásától. Guiteau egy revolvert vett. A fa és az elefántcsont markolat között kellett választania. Végül az elefántcsont mellett döntött, mert azt gondolta, hogy az jobban fog mutatni a múzeumi kiállításon a gyilkosság után. A következő heteket célgyakorlatokkal töltötte. 
Garfield épp vakációzni indult feleségéhez, mikor Guiteau előlépett és hátulról kétszer rálőtt. A második lövés eltalálta a gerincoszlopát. A hatóságoknak feladva magát azt mondta: "Én vagyok a Stalwartok Stalwartja… most már [Chester A.] Arthur az elnök!"
Egy hosszú, fájdalmas fertőzés elleni küzdelem után, amelyet esetlegesen orvosai okoztak, mivel a sebet mosatlan kezekkel és nem sterilizált műszerekkel próbálták kezelni, Garfield szeptember 19-én, 11 héttel a lövés után halt meg. A legtöbb modern kori orvos, aki ismeri az esetet, azt állítja, hogy Garfield steril orvosi ellátással könnyen felépült volna. A szükséges ellátás egy évtizeddel később már elérhető volt az Egyesült Államokban. Candice Millard azt állítja, hogy Garfield akkor is túlélte volna, ha az orvosok egyszerűen békén hagyták volna őt.

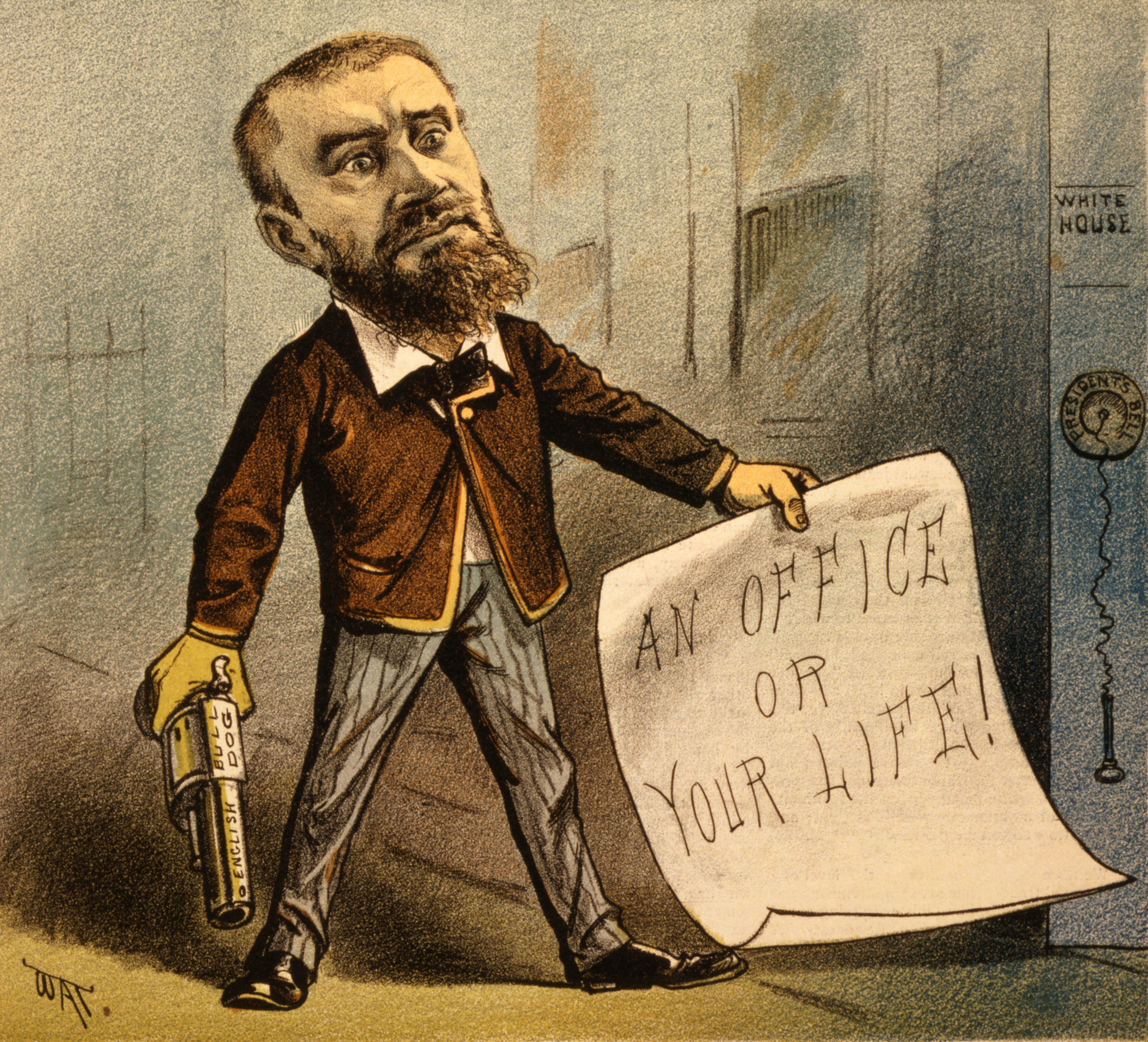
1881-es rajz, amely mutatja Guiteau fegyverét és egy feljegyzését, amelyen ez áll: tisztség vagy az életed!

### Tárgyalás és kivégzés
Garfield halála után a kormány gyilkossággal vádolta Guiteau-t. A tárgyalás 1881. november 17-én kezdődött Washington DC-ben. 
Edward Charles Spitzka, a vezető ideggyógyász, tanúvallomást tett. Kijelentette, hogy egyértelmű: "Guiteau egész életében őrült volt, egy morbid egoista és hajlamos tévesen értelmezni az élet valódi ügyeit." Azt gondolta, hogy a betegség az "agy veleszületett rendellenességeinek" következménye.
Guiteau a tárgyalás során valóságos média szenzációvá vált a bizarr viselkedésével, mely során a bírót, a tanúk többségét és a saját védőcsapatát is átkozta és sértegette, mindezt eposzokban, amelyeket hosszasan szavalt. Tudomást sem akart venni az amerikai közvélemény gyűlöletéről, holott kétszer megpróbáltak merényletet elkövetni ellene. Gyakran mosolygott és integetett a nézőknek és az újságíróknak a tárgyalóban és azon kívül is, látszólag örülve, hogy életében egyszer a figyelem középpontjában áll. 
Egy alkalommal Guiteau a bíró előtt azzal érvelt, hogy Garfieldot nem az ő lövése, hanem az orvosok képzetlensége ölte meg ("Az orvosok ölték meg Garfieldot, én csak lelőttem").
Végül Guiteau azt tervezte, hogy közelgő szabadon bocsátása után előadói túrát indít, és 1884-ben ő maga is elindul az elnökválasztáson.

## Guiteau vélt vagy valós problémái
Halálát követően Guiteau-t felboncolták, melynek során kiderült, hogy fitymaszűkületben szenvedett. Koponyája felnyitásakor az agyhártya dura mater nevű részén abnormális vastagság volt megfigyelhető, amit vélhetően neuroszifilisz idézett elő (nem kizárt, hogy az általa korábban felbérelt prostituálttól kapta el), egyesek pedig ezzel magyarázták szélsőséges viselkedését. Ezzel szemben George Paulson, aki korábban az Ohiói Egyetem neurológiai osztályának tanszékvezetője volt, úgy látta, hogy Guiteau szkizofrén lehetett.
2014-ben Kent Kiehl bűnügyi pszichológus Guiteau-t pszichopataként a Hare psychopathy checklist nevű skála alapján, az adható maximális 40 pontból 37,5 pontra értékelte.

## Fordítás
- Ez a szócikk részben vagy egészben  a   Charles J. Guiteau című angol Wikipédia-szócikk ezen változatának fordításán alapul.  Az eredeti cikk szerkesztőit annak laptörténete sorolja fel. Ez a jelzés csupán a megfogalmazás eredetét és a szerzői jogokat jelzi, nem szolgál a cikkben szereplő információk forrásmegjelöléseként.